# Nova Mîkolaiivka, Dubno
Nova Mîkolaiivka (în ucraineană Нова Миколаївка) este un sat în comuna Șepetîn din raionul Dubno, regiunea Rivne, Ucraina.

## Demografie
Componența lingvistică a localității Nova Mîkolaiivka
     Ucraineană (98,8%)
     Rusă (1,2%)
Conform recensământului din 2001, majoritatea populației localității Nova Mîkolaiivka era vorbitoare de ucraineană (98,8%), existând în minoritate și vorbitori de rusă (1,2%).